# 停滯時代
停滯時代（俄语：Период застоя）指1964年至1982年期間蘇聯共產黨總書記勃列日涅夫治下的蘇聯（特別是鎮壓捷克的布拉格之春後），這時期的蘇聯於經濟、政治和社會改革均出現停滯。
雖然蘇聯的軍事力量和政治威望在某些方面有增強，但計劃經濟下經濟增長率低，平均年收入停滯不前，工人怠惰生產紀律差。政治上成為老人政治，昏庸无能成為新常態。事實上，蘇聯社會成為靜態和依靠慣性運作的經濟陷阱社會，各方面也平穩没甚麽大改革，造成許多問題不斷累積。這情况至戈爾巴喬夫在1985年出任蘇聯共產黨中央委員會總書記執政後才改變。

## 經濟
由於長期實行軍事工業優先，因此生活物資欠缺，加上集體農場效率低，使蘇聯大部分外匯收入用於糧食進口和購買消費品。
因蘇聯與美國爭奪勢力範圍，蘇聯不斷支持一些效率低和不可靠的第三世界政權，導致蘇聯經濟枯竭。

## 抗議者
針對入侵捷克斯洛伐克而發生的抗議活動中，抗議者被毆打或逮捕。八名抗議者在莫斯科紅場舉行了示威遊行，隨後被監禁。一些涉嫌持不同政見者被搜查了房屋和財產，還有一群莫斯科律師專門為被控反蘇活動的人辯護。這些集會和遊行的支持者聲稱，逮捕是非法的。他們斷言，這項權利是《世界人權宣言》（1948）的一部分，也是歐洲安全與合作會議（1975）的最後行動的一部分。

## 藝術與科學
儘管如此，蘇聯科學家和藝術家中的顯著一部分（統稱為“異見人士”）繼續對他們在赫魯曉夫統治期間開始的對政權公開和秘密的政治反對。著名的核物理學家薩哈羅夫和蘇聯陸軍將軍彼得·格里戈連科是這一運動的代表。